# Robert Henley (2. hrabia Northington)
Robert Henley, 2. hrabia Northington KT (ur. 3 stycznia 1747, zm. 5 lipca 1786) – brytyjski arystokrata i polityk.
Był najstarszym synem Roberta Henleya, 1. hrabiego Northington. Tytuł parowski i miejsce w Izbie Lordów. odziedziczył po śmierci ojca w 1772 r. Wcześniej, od 1768 r., reprezentował w Izbie Gmin okręg wyborczy Hampshire. W 1773 r. otrzymał Order Ostu.
W 1783 r. otrzymał stanowisko Lorda Namiestnika Irlandii w koalicyjnym rządzie Portlanda. Popierał krajowy przemysł i działał na rzecz rozwoju gospodarczego Irlandii, czym zyskał sobie sympatię mieszkańców. Na stanowisku wicekróla pozostał jeszcze po upadku gabinetu Portlanda w grudniu 1783 r. i zrezygnował w lutym 1784 r.
Lord Northington zmarł w 1786 r. Nigdy się nie ożenił i nie doczekał się potomstwa. Wraz z jego śmiercią wygasł tytuł parowski.